# Absorpcja neutronów
Absorpcja neutronów – zjawisko pochłaniania neutronów przez materię. Gdy neutrony przechodzą przez materię, mogą wytracać swoją pierwotną energię na skutek zderzeń sprężystych. Z zasady zachowania energii i zasady zachowania pędu wynika, że najefektywniej energia tracona jest w zderzeniach sprężystych z jądrami o niewielkiej masie. Konkurencyjnym dla zderzeń sprężystych procesem jest pochłanianie neutronów przez jądra ośrodka. Przekrój czynny na pochłanianie zależy od rodzaju jądra i energii kinetycznej samych neutronów. Neutrony termiczne najłatwiej ulegają absorpcji w jądrach atomów boru (B) i kadmu (Cd).